# Passage West
Passage West (irl. Cloich na Coillte) – miasto w hrabstwie Cork w Irlandii. Miasto jest położone na zachodnim brzegu Zatoki Cork. Liczba mieszkańców w 2011 roku wynosiła 5790 osób.